# Svømning under sommer-OL 1896
Svømning under sommer-OL 1896. De fire svømmekonkurrencer som indgik i det olympiske program blev gennemført den 11. april. Der var nitten mandlige svømmere fra fire lande, Grækenland (15 deltagere), Østrig (2), Ungarn (1) og USA (1) som deltog. Medaljerne er tildelet efterfølgende af Den Internationale Olympiske Komité, under legene var det kun vinderne der fik medaljer af sølv.

## Medaljer
| Svømning 1896 Athen | Svømning 1896 Athen | Svømning 1896 Athen | Svømning 1896 Athen | Svømning 1896 Athen | Svømning 1896 Athen |
| ------------------- | ------------------- | ------------------- | ------------------- | ------------------- | ------------------- |
| Nr.                 | Land                | Guld                | Sølv                | Bronze              | Totalt              |
| 1.                  | Ungarn              | 2                   | 0                   | 0                   | 2                   |
| 2.                  | Grækenland          | 1                   | 4                   | 3                   | 8                   |
| 3.                  | Østrig              | 1                   | 0                   | 1                   | 2                   |
| Totalt              | Totalt              | 4                   | 4                   | 4                   | 12                  |

### 100 m fristil
| Plads | Land | Udøver               | Tid    |
| ----- | ---- | -------------------- | ------ |
| 1.    | HUN  | Alfréd Hajós         | 1.22,2 |
| 2.    | AUT  | Otto Herschmann      | 1.23,0 |
| 3.    | GRE  | Efstathios Chorophas |        |
|       | GRE  | Georgios Anninos     |        |
|       | USA  | Gardner Williams     |        |
|       | GRE  | Alexandros Chrisafos |        |

### 500 m fristil
| Plads | Land | Udøver               | Tid      |
| ----- | ---- | -------------------- | -------- |
| 1.    | AUT  | Paul Neumann         | 8.12,6   |
| 2.    | GRE  | Antonios Pepanos     | 30 m bak |
| 3.    | GRE  | Efstathios Chorophas |          |

### 1200 m fristil
| Plads | Land | Udøver               | Tid     |
| ----- | ---- | -------------------- | ------- |
| 1.    | HUN  | Alfréd Hajós         | 18.22,2 |
| 2.    | GRE  | Jean Andreou         | 21.03,4 |
| 3.    | GRE  | Efstathios Chorophas |         |
| 4.    | USA  | Gardner Williams     |         |

### 100 m for sømænd
| Plads | Land | Udøver            | Tid    |
| ----- | ---- | ----------------- | ------ |
| 1.    | GRE  | Ioannis Malokinis | 2.20,4 |
| 2.    | GRE  | Spyridon Khasapis |        |
| 3.    | GRE  | Dimitrios Drivas  |        |